# Kemijski simbol
Kemijski simbol je standardna kratica oziroma skrajšana različica imena kemijskega elementa, ki se uporablja v kemijskih formulah. Sestavljajo ga ena ali dve črki, od katerih se prva piše z veliko. Kratica se največkrat nanaša na ime elementa v latinščini, na primer »Pb« za svinec (latinsko Plumbum) ali »H« za vodik (latinsko Hydrogenium). Začasne kratice novosintetiziranih ali samo teoretično napovedanih elementov imajo tri črke in so okrajšave njihovega atomskega števila. Za primer, element hasij ima atomsko število 108, zato je dobil začasno ime Unniloctium (uniloktij) in simbol »Uno«.
Kemijski simboli lahko vsebujejo tudi dodatne informacije o elementu, ki se zapisujejo kot indeksi in eksponenti:
- Število nukleonov (masno število) se zapisuje z levim eksponentom, na primer 14N.
- Število protonov (atomsko število) se zapisuje z levim indeksom, na primer 64Gd.
- Vzbujeno ali oksidacijsko stanje se zapisuje z desnim eksponentom, na primer Ca2+.
- Število atomov vsakega elementa v kemijski spojini se zapisuje z desnim indeksom, na primer H2 ali Fe2O3.
- Radikali se zapisujejo s piko desno od simbola elementa, na primer  Cl• za kloridni radikal.

Na Kitajskem se kemijski elementi zapisujejo z ideogrami. Večina ideogramov je bila ustvarjena prav v za namen.